# Tuhnická vrba
Tuhnická vrba je významným stromem (není památným stromem), který roste více než sto let v Karlových Varech v městské části Tuhnice, při cestě k Plynárenské lávce. Pamatuje výstavbu někdejšího železničního depa a přežila i jeho bombardování na konci druhé světová války, přestála zásah bleskem i ničivou vichřici. V roce 2015 získala ocenění Strom hrdina. V roce 2025 se vrba rozlomila zřejmě pod tíhou nového listí. Stále však existuje šance na její záchranu. 

## Historie

### Konec 19. a první polovina 20. století
Stáří vrby je odhadováno na více než sto let. Místní historici tak usuzují z několika doložitelných materiálů. Poměrně ostrého leteckého snímku z roku 1936, kde je patrné, že vrba tehdy již měla rozrostlou korunu, do jejíž velikosti mohla růst zhruba čtyřicet let. Vrba by mohla pamatovat i výstavbu železničního depa a přilehlé trati, což je datováno rokem 1898. Existenci vrby v tomto roce dokládá i další dokument − kopie stavebního plánu depa. Výkres pochází též z roku 1898, kdy byla projektována železniční trať do Potůčků.
Podle pamětníků udeřil v sedmdesátých letech 19. století do vrby blesk a odlomil část koruny (dle článku v „Karlovarský deník.cz“, viz zdroj zde).
Část vrby je zachycena i na další dobové fotografii. Počátkem května 1945 ji pořídil český železničář, který v karlovarském depu působil do října 1938 jako strojvedoucí. Fotografie dokumentuje následky tragického bombardování zápalnými bombami v roce 1945. Na části větví je patrné poškození ohněm, holé větve jsou jakoby ohořelé. Vrba sama zásah nedostala.

### Závěr druhé světová války
Karlovy Vary se staly cílem náletu 12. září 1944. Desítka bombardérů se zúčastnila kobercového bombardování, které trvalo zhruba minutu a postihlo dnešní Dvořákovy sady, levý břeh řeky Teplá, Tržnici, prostor až k hornímu nádraží. Poničen byl dům Sirius v Zahradní ulici, hlavní pošta, kino Čas, dům č. 11 (bývalý Dům potravin) na Masarykově ulici, domy v místech pozdějšího Thermalu, okolí spořitelny v Rybářích, kino Elite a hotel Weber. Zahynulo 93 osob.
K dalšímu velkému náletu došlo 17. dubna 1945. Druhá americká letecká divize se zaměřila na karlovarské železniční uzly (55 B-24 Liberator). Plný zásah obdržela kolej u Staré Role. V prostoru horního nádraží však nálet nebyl příliš úspěšný, protože na cíl dopadla jen asi čtvrtina určených bomb. Americké bombardéry (87 B-17) se proto nad Karlovy Vary vrátily, a to již 19. dubna. Během sedmi minut na město dopadlo na 170 tun trhavých a 56 tun zápalných bomb. Zničena byla železniční odbočka na Johanngeorgenstadt, horní nádraží, depa a dílny na dolním nádraží. Rybáře a Tuhnice zachvátilo množství požárů, hořely celé řady domů. Kobercové nálety se nevyhnuly lukám u dnešní Moskevské ulice, zasažena byla i plynárna a mnoho budov po celém městě (vyjma lázeňské oblasti, ta byla bomb ušetřena). Tuhnice a Rybáře vzplály natolik, že se podařilo zachránit jen několik budov. Po obou dubnových náletech bylo zničeno 171 domů a 21 těžce poškozeno, dalších 158 budov utrpělo střední či lehčí škody.
Uprostřed všeho tohoto dění stála Tuhnická vrba.

### 21. století
V roce 2015 získala vrba ocenění Strom hrdina. Do soutěže ji přihlásili žáci a jejich učitelka ze Základní školy Konečná v Rybářích.
Dva roky nato byla vrba přihlášena i do anteky Strom roku 2017 pořádané Nadací Partnerství. Umístila se na sedmém místě a získala 5,5 tisíc korun na dendrologické ošetření a zvelebení svého okolí. Ze získaných finančních prostředků byla k vrbě umístěna oboustranná informační cedule a postavena lavička. Na této aktivitě se podílel i komunitní spolek Žijeme TUhnice.

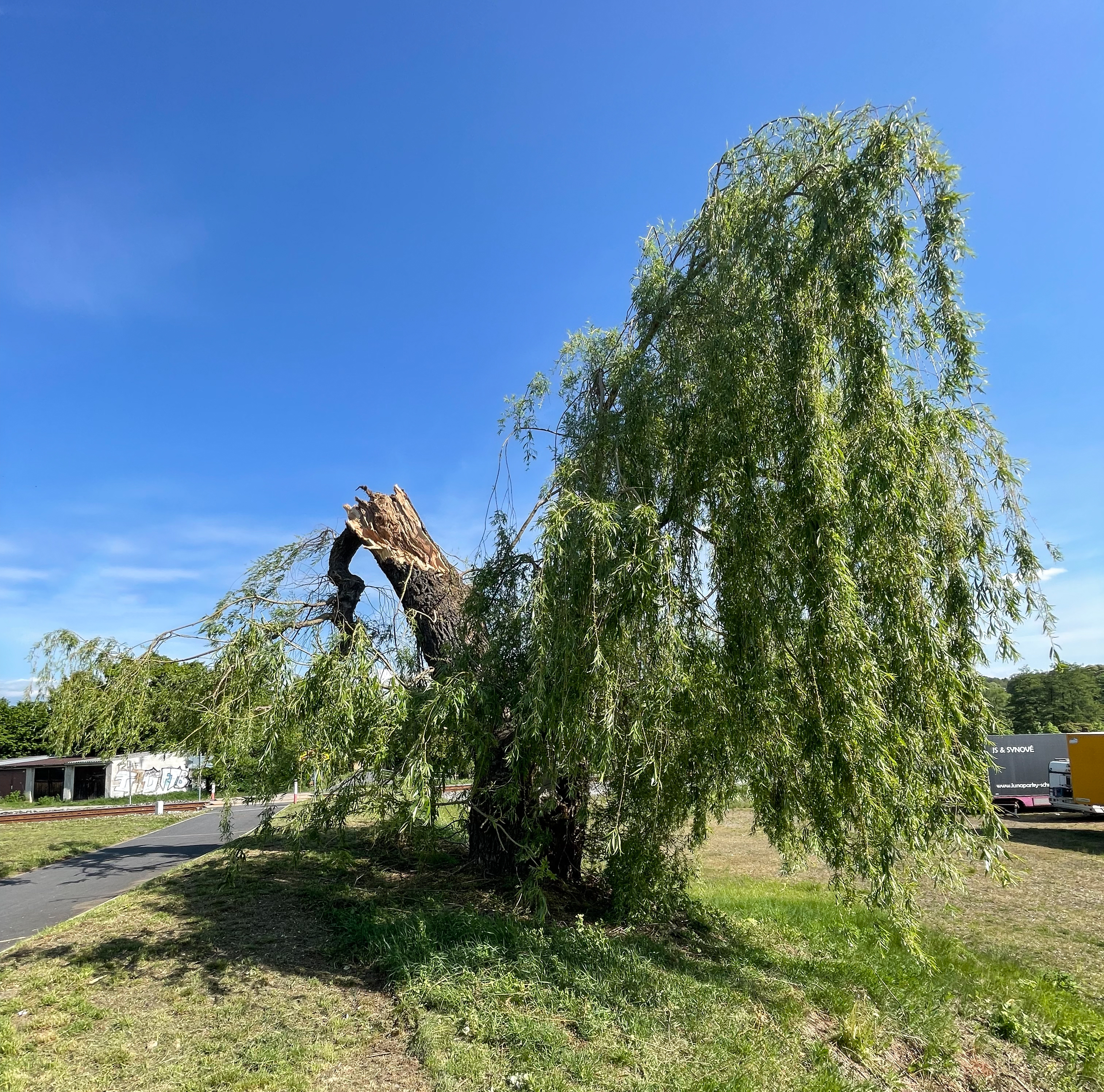
Vrba po rozlomení dne 1. května 2025,
foto 8. května 2025

V červnu 2019 při silné bouři vrba utrpěla velkou ztrátu. Při poryvu větru přišla o jednu z hlavních větví, když se odlomila část koruny. Dendrologové upozorňovali na to, že odlomená větev prozradila hnilobu. Ta však nebývá u tak starých stromů ničím výjimečným. Pracovníci Správy lázeňských parků, příspěvkové organizace, která je zodpovědná za údržbu zeleně na území města, odborným prořezem odlehčili zbylou část koruny. S prořezem souhlasil i vlastník pozemku. Dendrologové nakonec rozhodli, že vrba zůstane na svém místě. Správa lázeňských parků byla připravena i na opačnou variantu. V případě, že by se vrba byla musela pokácet, Správa lázeňských parků by ji byla naklonovala, tedy byla by udělala její odnože.
Dne 1. 5. 2025 došlo pod tíhou nového listí k rozlomení vrby. Podle odborníků má strom šanci na záchranu. Po odborné prořezávce a snížení koruny by vrba mohla žít dál.